# Нова Гора (Литија)
Нова Гора (словен. Nova Gora) је насељено место у општини Литија, Засавска регија, Словенија.

## Историја
До територијалне реорганизације у Словенији била је у саставу старе општине Литија.

## Становништво
У попису становништва из 2011. године, Нова Гора је имала 61 становника.
| Број становника према пописима | Број становника према пописима | Број становника према пописима |
| ------------------------------ | ------------------------------ | ------------------------------ |
| 1991                           | 2002                           | 2011                           |
| 51                             | 71                             | 61                             |

Напомена: Године 2018. извршена је мала размена територија између насеља Љубеж в Лазих и Нова Гора (Литија) и Церовица (Шмартно при Литији, Средњесловенска регија).